# Intel Edison

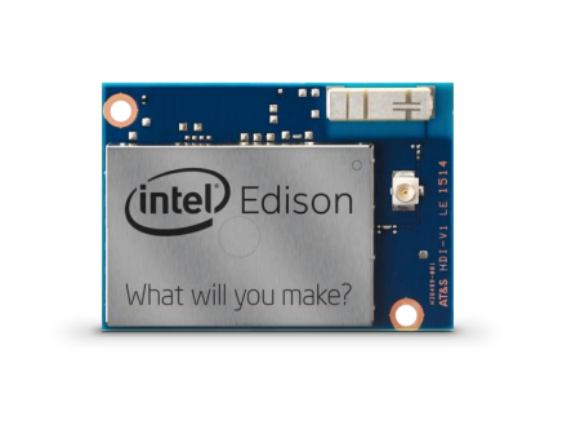
Intel Edison w metalowej obudowie

Intel Edison – platforma komputerowa z dwurdzeniowym procesorem Intel Atom o taktowaniu 500 MHz, jedno-rdzeniowym mikrokontrolerem 100 MHz, wbudowanym Wi-Fi oraz Bluetooth Low Energy 4.0, przeznaczona dla rozwiązań internetu rzeczy (ang. Internet of Things, skrót IoT). W pierwszej wersji, wielkości karty SD, wyprodukowany jest w technologii 22 nm, zaprezentowany na targach CES 2014 w Las Vegas.

## Pierwsza wersja
W Edisonie znajdziemy dwurdzeniowy układ SoC Quark taktowany zegarem 400 MHz interfejsów takich jak PCIe, USB 2.0, Fast Ethernet czy I2C. W Edisonie znajdziemy też układ radiowy, zapewniający łączność po Wi-Fi i Bluetooth Low Energy. Całość działa pod kontrolą Linuxa, zapewnia dostęp do dedykowanego sklepu z aplikacjami. Pozwala na wykorzystanie pakietu Mathematica oraz języka programowania Wolfram Language.

## Druga wersja
Zawiera układ Atom Silvermont o taktowaniu 500 MHz, koprocesor Intel Quark 100 MHz i 1GB pamięci RAM LPDDR3. Pamięć wewnętrzna to 4GB eMMC. Dodatkowo wspiera również języki Python, C, C++, Node.js oraz HTML5.

## Zestaw rozwojowy
W październiku 2015, polski start-up, firma Modułowo wprowadziła zestaw rozwojowy dla platformy Intel Edison, umożliwiający poznanie jego możliwości, zastosowanie i rozszerzenie o różnego rodzaju czujniki, sterowniki, moduły komunikacyjne, GPS i więcej.